# Ormai (Gigi Finizio)
Ormai è una raccolta di Gigi Finizio del 1987 composta da 15 tracce.

## Tracce
1. Ormai – 3:55
2. Avrei voluto – 3:19
3. Ragazzo padre – 4:23
4. Io amo lei – 3:18
5. Sinfonia – 4:08
6. Ma che vuò cchiù – 3:36
7. Carillon – 4:00
8. Balliamo dai – 3:34
9. Sultanto tu – 3:01
10. Tu – 3:35
11. Te sto aspettanno – 3:25
12. Passione e veleno – 3:43
13. La mia donna – 3:56
14. Bambina mia – 4:23
15. Bonanotte amore mio – 3:07